# 藤原規代
藤原 規代（ふじわら きよ、本名同じ、4月3日 - ）は、日本の漫画家。
兵庫県明石市出身。血液型はA型。漫画家の藤原基央（フジワラモトヨ）は実姉。

## 概要
- 1998年、斎藤あきら名義の作品「365歩のマーチ」で第23回白泉社アテナ新人大賞佳作を受賞。
- 2000年に『ザ花とゆめ』3月1日号（白泉社）に掲載の「ぼくはね。」 でデビュー。

## 作品リスト
- ぼくはね。（2000年 - 2005年、花とゆめ・ザ花とゆめ（共に白泉社）） - 全5巻
- ハードロマンチッカー（2003年、花とゆめ・別冊花とゆめ（白泉社）） - 全1巻
- HELP!!（2003年 - 2004年、花とゆめ） - 全1巻
- アラクレ（2004年 - 2009年、花とゆめ・ザ花とゆめ） - 全10巻
- ゴールドラッシュ21（2005年 - 2006年、別冊花とゆめ） - 全1巻
- お嫁にいけない!（2007年 - 2011年、別冊花とゆめ） - 全5巻
- ナナナン（2009年 - 2011年、別冊花とゆめ） - 全1巻
- 千代に八千代に（2011年[3] - 2012年、ウィングス（新書館）） - 全1巻
- 【急募】村長さん（2012年[4] - 2014年、別冊花とゆめ） - 全5巻
- 一寸法師と姫の恋（2016年[5] - 2017年、別冊花とゆめ） - 全2巻